# ميكي هارينجتون
ميكي هارينجتون (بالإنجليزية: Mickey Harrington)‏ هو لاعب كرة قاعدة أمريكي، ولد في 8 أكتوبر 1934 في هاتيسبورغ في الولايات المتحدة، وتوفي بنفس المكان في 20 سبتمبر 2017.

## وصلات خارجية
- ميكي هارينجتون على موقع دوري كرة القاعدة الرئيسي (الإنجليزية)
- ميكي هارينجتون على موقعبيزبول رفرنس.كوم (الدوري الرئيسي) (الإنجليزية)
- ميكي هارينجتون على موقعبيزبول رفرنس.كوم (الدوري الثانوي) (الإنجليزية)
- ميكي هارينجتون على موقع سبورتس رفرنس (الإنجليزية)
- ميكي هارينجتون على موقع ريلجم (الإنجليزية)